# Comuna Kirovka, Kalînivka
Kirovka (în ucraineană Кіровка) este o comună în raionul Kalînivka, regiunea Vinnița, Ucraina, formată din satele Cervona Trîbunivka, Kirovka (reședința) și Polova Lîsiivka.

## Demografie
Componența lingvistică a satului Kirovka
     Ucraineană (98,07%)
     Rusă (1,62%)
     Alte limbi (0,08%)
Conform recensământului din 2001, majoritatea populației satului Kirovka era vorbitoare de ucraineană (98,07%), existând în minoritate și vorbitori de rusă (1,62%).